# Ho Chi Minh-weg

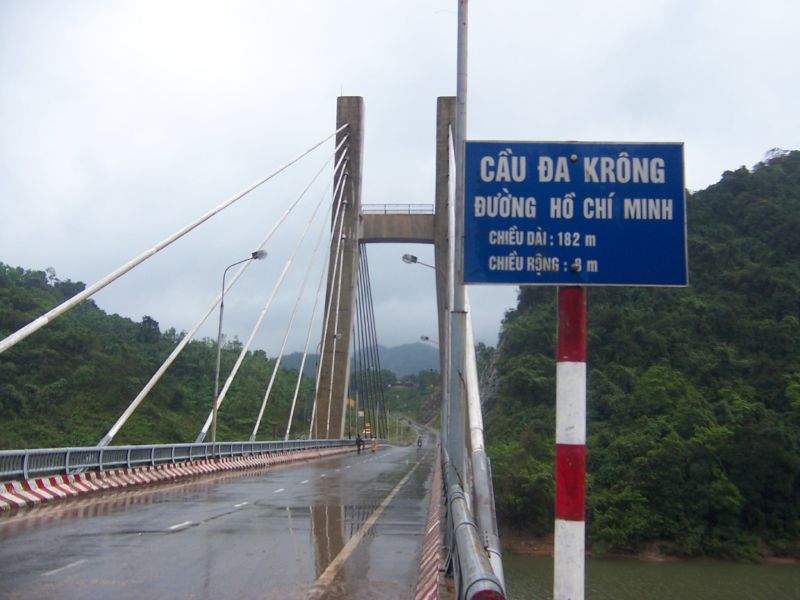
Đa Krôngbrug in de provincie Quảng Trị.

De Hồ Chí Minh-weg (Vietnamees: Đường Hồ Chí Minh) is een weg in Vietnam. Deze weg begint in provincie van Cao Bằng en eindigt in de provincie Cà Mau. De totale lengte is 3167 kilometers. De weg werd aangelegd door de Fransen in 1930 en werd herbouwd door de Vietnamese overheid. De weg volgt nagenoeg dezelfde route als de AH1.

## Plaatsen op de weg
Pác Bó, Cao Bằng stad, thị xã Bắc Kạn, Chợ Mới, Bắc Kạn, Chợ Chu, đèo Muồng, kruispunten van Trung Sơn, kruispunten van Phú Thịnh, Bình Ca brug (Lô Rivier), Km124+500 Quốc lộ 2, kruispunten van Phú Hộ, Phú Thọ stad, Ngọc Tháp Brige (Hồng Rivier), Cổ Tiết, Trung Hà brug, Sơn Tây Town, Hòa Lạc, Xuân Mai, Chợ Bến, Xóm Kho, Ngọc Lạc, Lâm La, Thái Hòa Town, Tân Kỳ, Khe Cò, Phố Châu, Vũ Quang, Tân Ấp, Khe Gát, Bùng, Cam Lộ, cầu Tuần, Khe Tre, Đê Bay Pass, Mũi Trâu Pass, Túy Loan, Hòa Khương, Thạnh Mỹ, Lò Xo Pass, Ngọc Hồi, Kon Tum, PleiKu, Buôn Ma Thuột, Gia Nghĩa, Chơn Thành, kruispunten van Bình Phước, Tân Thạnh, Mỹ An, Cao Lãnh, Cao lãnh Brug (Tiền), Vàm Cống Brug (Bassac), Rạch Sỏi, Minh Lương, Gò Quao, Vĩnh Thuận, Cà Mau City, Đầm Cùng brug, Năm Căn, Đất Mũi.